# Републикански път III-2004
Републикански път IIІ-2004 е третокласен път, част от Републиканската пътна мрежа на България, преминаващ изцяло по територията на Разградска област, Община Разград. Дължината му е 11,9 km.
Пътят се отклонява надясно при 62 km на Републикански път I-2 източно от село Писанец и се насочва на юг през Разградските височини. Минава през село Балкански и източно от село Благоево се свързва с Републикански път III-204 при неговия 10,9 km.
| Пътища, отклоняващи се надясно (населено място, № на пътя, посока на пътя) | km   | Пътища, отклоняващи се наляво (посока на пътя, № на пътя, населено място) |
| -------------------------------------------------------------------------- | ---- | ------------------------------------------------------------------------- |
| Община Разград, I-2, 62 km →                                               | 0,0  | → 62 km, I-2, Община Разград                                              |
| с. Балкански                                                               | 4,4  | с. Балкански                                                              |
| (до 181,6 km на I-4) III-204, 10,9 km ←                                    | 11,9 | ← 10,9 km, III-204 (от с. Гецово)                                         |